# Michal Riszdorfer
Michal Riszdorfer (26 mai 1977 à Bratislava) est un kayakiste slovaque pratiquant la course en ligne.